# Pablo Lyle
Pablo Lyle López (Mazatlán, Sinaloa, 18 de noviembre de 1986) es un actor mexicano.
En 2014 protagonizó La sombra del pasado junto a Michelle Renaud.

## Vida privada

### Problema legal
En abril de 2019, Lyle admitió haber agredido físicamente a Juan Ricardo Hernández, un hombre cubano de 63 años, durante un incidente de furia al volante en Miami, Estados Unidos. La víctima recibió un golpe de Lyle en su rostro que provocó que perdiera el equilibrio y cayera, golpeándose la cabeza contra el pavimento, lo que le produjo un traumatismo craneoencefálico por el cual fue hospitalizada y murió cuatro días después del hecho. Lyle fue acusado de homicidio involuntario después de la muerte de Hernández. 
Originalmente había sido acusado de agresión antes de que Hernández muriera. Hay un video del incidente en la carretera donde se ve a Lyle corriendo a golpear a Hernández. Luego de 3 años cumpliendo condena de arresto domiciliario, el actor fue declarado culpable.
Permaneció en prisión en el centro de detención del Condado de Miami-Dade, lugar en el que residió mientras se dictaminaba cuántos años de cárcel pagará por su condena. El 3 de febrero de 2023, finalmente fue sentenciado a 5 años de prisión y 8 años en libertad condicional, además de tener que realizar servicio comunitario y tomar clases para el manejo de la ira.

## Filmografía

### Telenovelas
| Año       | Telenovela             | Personaje                                                   |
| --------- | ---------------------- | ----------------------------------------------------------- |
| 2017      | Mi adorable maldición  | Rodrigo Villavicencio Solana / Andrés Villavicencio Urrutia |
| 2016      | Corazón que miente     | Alonso Ferrer Castellanos                                   |
| 2014-2015 | La sombra del pasado   | Cristóbal Mendoza Rivero                                    |
| 2013-2014 | Por siempre mi amor    | Esteban Narváez Gutiérrez                                   |
| 2012      | Cachito de cielo       | Matías Salazar Silva                                        |
| 2011-2012 | Una familia con suerte | José "Pepe" López Torres                                    |
| 2009      | Verano de amor         | Baldomero "Baldo" Pérez Olmos                               |
| 2006-2007 | Código postal          | Emmanuel Pérez López                                        |

### Programas
| Año  | Programa             | Personaje |
| ---- | -------------------- | --------- |
| 2015 | La rosa de Guadalupe | Cano      |
| 2013 | Como dice el dicho   | Sandro    |
| 2010 | Mujeres asesinas     | Marcelo   |

### Teatro
| Año  | Obra de teatro        | Personaje |
| ---- | --------------------- | --------- |
| 2016 | Mi amiga la gorda     |           |
| 2015 | Divorciémonos mi amor | Diego     |
| 2013 | Cuatro XXXX           |           |

## Premios y nominaciones

### Premios TVyNovelas
| Año  | Categoría               | Telenovela             | Resultado |
| ---- | ----------------------- | ---------------------- | --------- |
| 2017 | Mejor actor protagónico | Corazón que miente     | Nominado  |
| 2016 | Mejor actor protagónico | La sombra del pasado   | Ganador   |
| 2015 | Mejor actor joven       | Por siempre mi amor    | Nominado  |
| 2013 | Mejor actor joven       | Cachito de cielo       | Nominado  |
| 2012 | Mejor actor revelación  | Una familia con suerte | Ganador   |

### Kids Choice Awards México
| Año  | Categoría      | Telenovela            | Resultado |
| ---- | -------------- | --------------------- | --------- |
| 2017 | Actor favorito | Mi adorable maldición | Nominado  |